# Randy Clark
Randy Clark, född den 18 februari 1952, är en amerikansk predikant och evangelist.
Clark blev involverad i Vineyard-rörelsen 1984 efter att ha träffat John Wimber. Han var pastor för en Vineyard-församling i södra S:t Louis när han träffade Rodney Howard-Browne 1993. Han blev inspirerad och blev 1994 inbjuden att predika i Toronto av John Arnott, pastor i Toronto Airport Vineyard Church. Det ledde till starten av Torontovälsignelsen.
Clark började under 1980-talet att intressera sig för Kenneth Hagins framgångsteologi och åkte på konferens i Tulsa, Oklahoma. Han tog till sig en hel del, men det dröjde till 2001 innan han beslöt sig för att lämna Vineyard.